# Otto von der Schulenburg (Politiker)
Friedrich Wilhelm Otto von der Schulenburg (* 17. Juni 1888 in Sonderburg, Provinz Schleswig-Holstein, Königreich Preußen; † 22. August 1972 in Northeim) war ein deutscher Jurist und Politiker.

## Herkunft
Otto entstammte dem altmärkischen Uradelsgeschlecht derer von der Schulenburg. Er war der Sohn des Otto von der Schulenburg (1834–1923) und dessen Ehefrau Hedwig Katharine Luise Hanssen (1845–1932). Sie war die Tochter des Nationalökonomen und Agrarhistorikers Georg Hanssen (1809–1894) und dessen Ehefrau Maria.

## Leben
Ab 1898 war er Gymnasiast zunächst in Göttingen und ab 1903 besuchte er die Schule des ehemaligen Klosters Ilfeld. Nach 1908 studierte er Jura an den Universitäten Grenoble, Paris und Göttingen. 1912 absolvierte er das erste Staatsexamen und wurde Referendar. 1920 legte er sein Zweites Staatsexamen ab und wurde Regierungsassessor. 1925 wurde er Landrat vom Kreis Bleckede, 1932 vom Landkreis Northeim. 1933 trat er in die NSDAP ein und 1934 in den Rechtswahrerbund. 1945 wurde er zum Landrat vom Landkreis Zellerfeld gewählt, gab die Ämter dann aber wenig später wieder ab. 1949 nahm er an der Entnazifizierung teil und wurde als entlastet eingestuft.